# John Bulmer
 (septembre 2020).
John Bulmer est un photographe et reporter anglais, né le 28 février 1938 dans le comté du Herefordshire dans les Midlands de l'Ouest. 

## Biographie
John Bulmer est né le 28 février 1938 dans le Herefordshire dans les Midlands de l'Ouest. Il est le petit fils du fondateur de l'entreprise H. P. Bulmer.
John a pour passion la photographie. Dès son jeune âge il fait ses premiers clichés et fabrique son propre agrandisseur. Il est un grand admirateur du photographe français Henri Cartier-Bresson.
John Bulmer étudie l'ingénierie à l'Université de Cambridge, ce qui lui permet d'approfondir la photographie.
Autant qu'étudiant, il cofonde un magazine consacré à la photo Image et réalise des photostories pour les revues Queen et Daily Express.
John devient assistant de Larry Burrows et Burt Glinn.
À partir des années 1960, il se spécialise dans le photoreportage des cités minières de l'Angleterre et du Nord de la France en noir et en blanc ou en couleur.
En 1966, John Bulmer prend pour cliché la rue de Fismes dans la cité du 7 à Courcelles-les-Lens avec un enfant roux inconnu. Les questions sur l'identité de l'enfant sur les réseaux sociaux ont permis de le retrouver en 2019, .